# Champs (Puy-de-Dôme)
Champs település Franciaországban, Puy-de-Dôme megyében. Lakosainak száma 421 fő (2022. január 1.). Champs Ébreuil, Gannat, Saint-Priest-d’Andelot, Jozerand, Marcillat, Saint-Agoulin, Saint-Hilaire-la-Croix, Saint-Quintin-sur-Sioule és Vensat községekkel határos.

## Népesség
A település népességének változása:
| Lakosok száma | 381  | 394  | 405  | 399  | 401  | 403  | 403  | 402  | 421  |
|               | 2013 | 2015 | 2016 | 2017 | 2018 | 2019 | 2020 | 2021 | 2022 |